# Barbara Parente
Barbara Parente (* 1980 in Dresden) ist eine deutsche Moderatorin.

## Leben und Wirken
Parente studierte ab 2001 Germanistik, Neuere und Neueste Geschichte sowie Politikwissenschaft an der TU Dresden. Dort schloss sie ihr Studium 2006 mit dem Erwerb des Magister artium ab. Anschließend absolvierte sie ein Volontariat beim ZDF in Mainz und Dresden. Ab 2007 arbeitete sie fest für das ZDF und bei 3sat bei verschiedenen Formaten. Unter anderem war sie Redakteurin und Reporterin beim Wissenschaftsmagazin nano und schrieb Beiträge für makro. 2013 schloss sie die Moderatorenausbildung am logo-Institut in Frankfurt am Main ab. Im selben Jahr erhielt sie den Ludwig-Erhard-Förderpreis für Wirtschaftspublizistik für die 3sat-Dokumentation Bauer sucht Einkommen. Seit 2015 arbeitet sie als Sprecherin und Moderatorin von Podiumsdiskussionen und anderen öffentlichen Veranstaltungen, trat aber gleichzeitig eine Stellung als Moderatorin der Sendungen Phoenix vor Ort beim TV-Sender Phoenix und des Magazins Fokus Europa der Deutschen Welle an.
2025 kehrte Parente zum ZDF zurück und moderiert als Teil eines Moderatorenpools das Nachrichtenformat heute Xpress.